# Ujlaki Géza
Ujlaki Géza, Wayand (Esztergom, 1857. március 6. – Budapest, 1895. december 30.) teológiai doktor, római katolikus lelkész és hittanár.

## Élete
A gimnázium hat osztályát szülővárosában, a VII.-et Budapesten, a VIII.-at és a teológiát az esztergomi papnevelő-intézetben végezte. 1879. augusztus 16-án áldozópappá szenteltetett. Káplán volt Dorogon, Komáromban; innét a budapest-terézvárosi plébániába helyeztetett át, egyúttal főgimnáziumi hittanár volt.
Költeményei, cikkei az István bácsi Naptárában (1878-80), a Magyar Államban (1880. 294. sz.), a Jézus sz. szívének Hirnökében (1882), a Religióban (1888. II. 33. sz. Néhány adat a budapest-terézvárosi róm. kath. plébánia-templom történetéhez), a Kath. Hitoktatásban (1886-90. főmunkatársa volt (1879); írt sok sz. beszédet a Hitszónokba és a Jó Pásztorba.

## Munkái
- Intelem a fiatal szabadelvű katholikusokhoz. Írta Segur abbé. Németből magyarítá. Esztergom, 1877. (Maráz Istvánnal).
- Nagybőjti szent beszédek. Komárom, 1882. (Különnyomat a Jó Pásztorból).
- A katholicismus befolyása Magyarország nevelésügyi viszonyaira. Bpest, 1884. (Különnyomat a Religióból).
- Szent beszéd, melyet Nt. Papánek Ferencz esztergom-főegyházmegyei áldozópap első sz. miséje alkalmával, 1885. ápr. 19 ... mondott. Uo. 1885.
- A magyar primás jogai és kiváltságai. Uo. 1888. (Különnyomat a Religióból).
- Szent gyónás és áldozásra való előkészület. Uo. 1897.